# 박아람
박아람(1993년 8월 22일~)은 대한민국의 여자 치어리더이다.

## 경력
- KGC인삼공사 배구단 응원단 치어리더
- 키움 히어로즈 응원단 치어리더
- 대한항공 점보스 응원단 치어리더
- NC 다이노스 응원단 치어리더
- 창원 LG 세이커스 응원단 치어리더